# Gaudynki
Gaudynki (deutsch Pappelheim) ist ein Dorf in der polnischen Woiwodschaft Ermland-Masuren und gehört zur Gmina Orzysz (Stadt- und Landgemeinde Arys) im Powiat Piski (Kreis Johannisburg).

## Geographische Lage
Gaudynki liegt in der südöstlichen Woiwodschaft Ermland-Masuren, 16 Kilometer nördlich der Kreisstadt Pisz (deutsch Johannisburg).

## Geschichte
Das einstige Gaudingken bzw. Abbau Zwanziger entstand als Ortschaft innerhalb der Landgemeinde Gutten E (Gutten, Kirchspiel Eckersberg, 1935–1945 Seegutten, polnisch Nowe Guty) und wurde ab dem 15. Februar 1856 Pappelheim genannt. Gutten bzw. Seegutten war auch Sitz des zuständigen Amtsbezirks im Kreis Johannisburg im Regierungsbezirk Gumbinnen (1905–1945 Regierungsbezirk Allenstein) in der preußischen Provinz Ostpreußen.
Mit der Geschichte der Muttergemeinde verbunden, kamen Gutten und Pappelheim 1945 in Kriegsfolge mit dem gesamten südlichen Ostpreußen zu Polen. Pappelheim erhielt die polnische Namensform Gaudynki, ist heute Sitz eines Schulzenamtes (polnisch Sołectwo) und somit eine Ortschaft im Verbund der Stadt- und Landgemeinde Orzysz (Arys) im Powiat Piski (Kreis Johannisburg), bis 1998 der Woiwodschaft Suwałki, seither der Woiwodschaft Ermland-Masuren zugehörig.

## Religionen
Bis 1945 war Pappelheim in die evangelische Kirche Eckersberg (polnisch Okartowo) in der Kirchenprovinz Ostpreußen der Evangelischen Kirche der Altpreußischen Union sowie in die römisch-katholische Kirche in Johannisburg (polnisch Pisz) im Bistum Ermland eingepfarrt. Heute gehört Gaudynki katholischerseits zur Pfarrei Okartowo im Bistum Ełk der Römisch-katholischen Kirche in Polen. Die evangelischen Kirchenglieder halten sich zur Kirchengemeinde in Pisz (Johannisburg) in der Diözese Masuren der Evangelisch-Augsburgischen Kirche in Polen.

## Verkehr
Gaudynki liegt an der verkehrstechnisch bedeutenden Landesstraße 63, die von der polnisch-russischen bis zur polnisch-belarussischen Staatsgrenze führt und die Woiwodschaften Ermland-Masuren, Podlachien, Masowien und Lublin verbindet. Eine Bahnanbindung besteht nicht mehr, seit die einstige Bahnstrecke Lötzen–Johannisburg mit der nächstgelegenen Bahnstation Nowe Gutty (Gutten/Seegutten) in Kriegsfolge nach 1945 stillgelegt und demontiert wurde.